# اتحادیه فوتبال جزایر ماریانای شمالی
فدراسیون فوتبال جزایر ماریانای شمالی نهاد اداره‌کنندهٔ فوتبال در جزایر ماریانای شمالی است. این نهاد در سال ۲۰۰۵ پایه‌گذاری شده و اکنون عضو کنفدراسیون فوتبال آسیا است. در حال حاضر ریاست این نهاد بر عهدهٔ جری تان می‌باشد.